# Guerra del Dhofar
La guerra del Dhofar (in arabo: الحرب في ظفار), conosciuta anche come la ribellione del Dhofar (in arabo: ثورة ظفار) o guerra civile dell'Oman (in arabo: الحرب الأهلية العمانية ), si combatté dal 1962 al 1976 tra le milizie indipendentiste della provincia di Dhofar e il sultanato di Mascate e Oman. La guerra iniziò con la formazione del Fronte di Liberazione del Dhofar, un gruppo che mirava a creare uno stato indipendente, libero dal dominio del sultano Sa'id bin Taymur dell'Oman. I ribelli avevano anche obiettivi più ampi, riconducibili nazionalismo arabo che desiderava la fine dell'influenza britannica nella regione del golfo persico.
La guerra inizialmente prese la forma di un'insurrezione di basso livello, con dei guerriglieri che combattevano le forze dell'Oman e la presenza straniera nel paese. Numerosi fattori come il ritiro britannico da Aden e il sostegno della Cina e dell'Unione Sovietica portarono ai ribelli un successo maggiore. Alla fine degli anni '60 arrivarono a controllare l'intera regione di Jebel. Il colpo di Stato in Oman del 1970 portò al rovesciamento del sultano Sa'id da parte del figlio riformista Qabus, sostenuto da un importante intervento militare britannico nel conflitto. Gli inglesi iniziarono una campagna di "cuori e menti" per contrastare i ribelli comunisti e avviarono il processo di modernizzazione delle Forze armate omanite schierando contemporaneamente lo Special Air Service per condurre operazioni anti-insurrezione contro i ribelli. Questo approccio portò a una serie di vittorie contro i ribelli. L'intervento dello scià dell'Iran in sostegno al sultano nel 1973 accelerò la fine della ribellione. La guerra terminò con la sconfitta finale dei ribelli nel 1976.

## Antefatti
Nel 1962 il sultanato di Mascate e Oman era un paese molto sottosviluppato. Il sultano Sa'id, un sovrano assoluto sotto il controllo britannico, aveva messo fuorilegge quasi tutto lo sviluppo tecnologico e aveva fatto affidamento sul sostegno britannico per mantenere le rudimentali funzioni dello Stato. Il Dhofar era una dipendenza omanita ma era culturalmente e linguisticamente distinto dall'Oman vero e proprio.
La provincia di Dhofar è costituita da una pianura costiera stretta e fertile su cui si trovano Salalah, la capitale della provincia, e altre città come Mughsayl, Taqah e Mirbat. Dietro questa ci sono le aspre colline del Jebel Dhofar. La parte occidentale di questa regione è conosciuta come Jebel Qamar, la parte centrale come Jebel Qara e la parte orientale come Jebel Samhan. Da giugno a settembre di ogni anno, il Jebel riceve venti carichi di umidità (il monsone Khareefo) ed è avvolto dalle nubi. Di conseguenza, è fortemente vegetato e per gran parte dell'anno è verde e rigoglioso. Gli abitanti dei villaggi e delle comunità sul jebel sono conosciuti come jibalis (gente di collina). A nord, le colline digradano attraverso rozzi uadi e scogliere nelle pianure di ghiaia e nei mari di sabbia del Rub' al-Khali.

## Storia

### Primi anni della ribellione
Nel 1962 un leader tribale insoddisfatto, Musallam bin Nufl (o bin Nafl), formò il Fronte per la Liberazione del Dhofar (DLF) e ottenne armi e veicoli dall'Arabia Saudita. Quest'ultima e il sultanato di Mascate e Oman si erano precedentemente scontrati sulla proprietà dell'oasi di Buraimi e i sauditi avevano già sostenuto due insurrezioni fallite nel Jebel Akhdar nell'interno dell'Oman nel 1957-1959. Il FLD ricevette anche il sostegno di Ghalib Alhinai, l'imam in esilio che aveva guidato le precedenti rivolte.
Bin Nufl e i suoi uomini fecero una traversata epica nel Rub' al-Khali per raggiungere il Dhofar. Già nel dicembre del 1962, la banda di guerriglieri di Bin Nufl eseguì operazioni di sabotaggio contro la base aerea britannica di Salalah e tese un'imboscata ai veicoli delle industrie petrolifere; tuttavia, si ritirarono, dopo essere stati inviati dall'Arabia Saudita in Iraq per un ulteriore addestramento alla guerriglia.
Dal 1964 il FLD iniziò una campagna di attacchi "mordi e fuggi" su installazioni di compagnie petrolifere e sedi di governo. Molti dei ribelli erano addestrati da ex soldati delle Forze armate del sultano (FAS) e da ex membri dei Trucial Oman Scouts degli Emirati Arabi Uniti.
Per mantenere l'ordine nella regione il sultano aveva fatto affidamento sulla "Forza Dhofar", un'unità irregolare reclutata localmente composta da soli 60 uomini. Nell'aprile del 1966, i membri di questa unità tentarono di assassinare il sultano. Questo evento apparentemente cambiò la natura del conflitto. Il sultano si ritirò nel suo palazzo a Salalah e non fu mai più visto in pubblico. Ciò serviva solo ad avvalorare le voci secondo le quali gli inglesi guidavano il paese attraverso un "sultano fantasma". Il monarca lanciò anche un'offensiva militare su vasta scala contro il FLD, contrariamente al parere dei suoi consiglieri britannici. Furono lanciate delle pesanti operazioni, i villaggi furono bruciati e i pozzi d'acqua cementati o fatti saltare in aria. Un membro delle FAS riferì che dopo l'aver incontrato una forte resistenza, "ha dimostrato che la posizione era irraggiungibile e dopo aver fatto saltare in aria i pozzi del villaggio abbiamo evacuato il campo".

### Un movimento incoraggiato
Sin dai primi giorni della ribellione, furono coinvolti anche il nasserismo e altri movimenti di sinistra del vicino Protettorato di Aden, in seguito Protettorato dell'Arabia Meridionale. Nel 1967, due eventi si unirono per dare alla ribellione un colorito più rivoluzionario. Uno fu la guerra dei sei giorni, che radicalizzò l'opinione pubblica nel mondo arabo. L'altro il ritiro dei britannici da Aden e l'istituzione della Repubblica Democratica Popolare dello Yemen. Da quel momento, i ribelli ebbero una fonte di armi, rifornimenti e strutture di addestramento adiacenti al Dhofar e nuove reclute da gruppi yemeniti. Vennero istituiti campi di addestramento, basi logistiche e altre strutture nella città costiera di Hawf, a pochi chilometri dal confine con l'Oman.
Il Movimento per la Liberazione del Dhofar adottò un'ideologia marxista-leninista con l'obiettivo di liberare "tutto il Golfo dall'imperialismo britannico". Il politologo Fred Halliday riferì durante la sua visita nell'area che "ovunque andassimo abbiamo visto persone che indossavano distintivi di Mao e Lenin, leggevano opere socialiste e discutevano". Tra le letture vi erano opere di Lenin, del drammaturgo tedesco Bertolt Brecht e di alcuni associati all'Organizzazione per la Liberazione della Palestina (OLP) come lo scrittore e stratega Ghassan Kanafani. Le discussioni furono pubblicate nell'opera Sawt al-Thawra and 9 Yunyu.
Nel maggio del 1968, l'attacco di un battaglione delle Forze armate del sultano contro una posizione ribelle a Deefa, nel Jebel Qamar, fu sconfitto da ribelli pesantemente armati, ben organizzati e addestrati.
In un "secondo congresso" del movimento ribelle nel settembre del 1968, la maggior parte dei ruoli ufficiali all'interno del movimento passarono nelle mani dei radicali, e il movimento si ribattezzò in Fronte Popolare per la Liberazione del Golfo Arabico Occupato (al-Jabha al -Sha'abiya li-Tahrir al-Khalij al-'Arabi al-Muhtall), o FPLGAO. Il passaggio al marxismo-leninismo assicurò che il FPLGAO ricevesse sponsorizzazioni sia dalla Repubblica Democratica Popolare dello Yemen che dalla Cina. Quest'ultima in particolare sostenne rapidamente il FPLGAO in quanto organizzazione basata sui contadini, dandogli una forte credibilità maoista. Il sostegno cinese al FPLGAO offrì loro anche un altro vantaggio, in quanto compensò l'aumento dell'influenza sovietica nell'Oceano Indiano. La Cina si affrettò a fondare un'ambasciata ad Aden e "il regime yemenita consentì che il suo territorio fosse utilizzato per incanalare le armi" al FPLGAO. Sia i cinesi che i sovietici fornirono ai membri del FPLGAO anche indottrinamento e addestramento alla guerra non convenzionale.
La trasformazione del FLD, combinata con una nuova fornitura di armi cinesi e sovietiche e un migliore addestramento, assicurarono che l'ala armata del FPLGAO si trasformasse in un'efficace forza di combattimento. Tuttavia, portò a una divisione tra quelli che, come bin Nufl, stavano combattendo principalmente per l'autonomia locale e il riconoscimento di essa, e i rivoluzionari più dottrinari (guidati da Mohammad Ahmad al-Ghassani). Uno dei luogotenenti di bin Nufl, Sa'id bin Gheer, fu un influente disertore del sultano.
Tuttavia, nel 1969 i combattenti del FLD e del FPLGAO avevano invaso gran parte del Jebel Dhofar e avevano tagliato l'unica strada che lo attraversava: quella da Salalah a "Midway" (Thumrait) nei deserti a nord. I ribelli erano conosciuti dai membri delle Forze armate del sultano come adoo, un termine arabo per "nemico", o talvolta come "Fronte", mentre essi si riferivano a se stessi come Esercito di Liberazione Popolare. Erano ben equipaggiati con armi come il fucile d'assalto AK-47. Usavano anche mitragliatrici pesanti DŠK, mortai fino a 82mm di calibro e BM-14 da 140mm e razzi "Katyusha" da 122mm. Nel 1970 i comunisti controllavano l'intero Jebel. Per spezzare la tradizionale struttura tribale furono utilizzate tecniche terroristiche. Cinque anziani sceicchi furono spinti da una scogliera alta 450 piedi. Altri sceicchi furono mitragliati con i loro figli. I bambini vennero sottratti con la forza alle loro famiglie e mandati ad addestrarsi nello Yemen. Giovani uomini furono mandati ad allenarsi per la guerriglia in Cina e in Unione Sovietica.

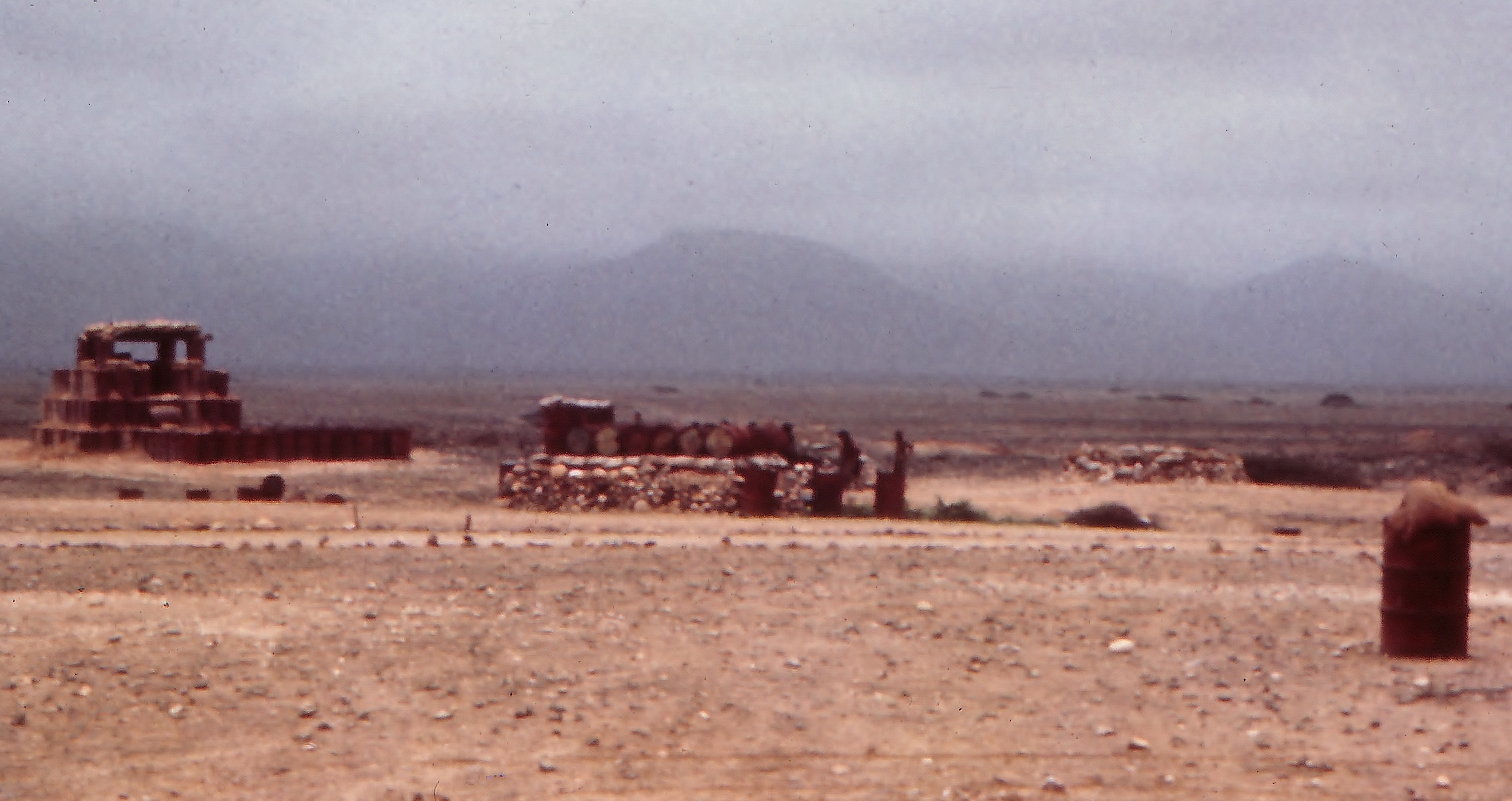
Un punto difensivo costituito da bidoni di petrolio riempiti di sabbia a protezione dell'aerodromo britannico di Salalah.

Le unità delle Forze armate del sultano disponevano di soli mille uomini nel Dhofar nel 1968. Erano anche mal equipaggiati, principalmente con armi risalenti alla seconda guerra mondiale come i fucili a otturatore girevole-scorrevole, che erano inferiori alle moderne armi da fuoco del FPLGAO. Questi fucili furono sostituiti con gli FN FAL solo alla fine del 1969. Anche l'abbigliamento e gli stivali erano sfilacciati e inadatti al terreno. Le unità delle FAS generalmente non erano adeguatamente addestrate per affrontare guerriglieri robusti sul loro territorio e nessun omanita aveva un grado superiore a quello di tenente (un risultato delle paure del sultano di avere oppositori al suo dominio nelle forze armate). I militari generalmente non erano in grado di operare con una forza superiore al livello di compagnia ed erano costretti ad agire principalmente a Salalah e nella sua area circostante. Diverse volte, piccoli distaccamenti di squadroni della Royal Air Force, e altre unità (una truppa di localizzazione della Royal Artillery, una batteria media da 5,5 pollici dell'artiglieria giordana e batterie da 25 libbre dell'artiglieria del sultano) dovettero essere schierate per proteggere il campo d'aviazione vitale di Salalah dagli infiltrati e dalle molestie dei colpi di mortaio e dal fuoco di razzi.
Altri ribelli nella parte settentrionale dell'Oman formarono un movimento di resistenza separato, il Fronte Democratico Nazionale per la Liberazione dell'Oman e del Golfo Arabo (FDNLOGA). Nel giugno del 1970 attaccarono due posti delle FAS a Nizwa e Izki. Furono respinti, ma l'incidente convinse molti (inclusi i consiglieri e i sostenitori britannici del sultano) che era necessaria una nuova leadership.

### Colpo di Stato

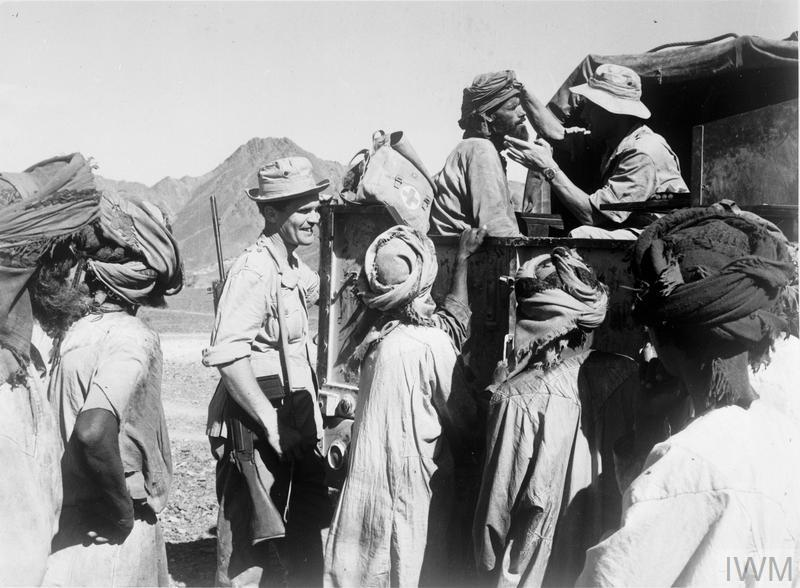
Soldati britannici della 1ª Pattuglia, 3º Plotone, Squadrone A dello Special Air Service forniscono cure mediche agli abitanti del villaggio di Falige nella remota pianura di Yanqul come parte della loro campagna "cuori e menti".

Con il colpo di stato del 23 luglio 1970, Sa'id bin Taymur fu deposto e andò in esilio a Londra. Fu sostituito da suo figlio, Qabus, che attuò immediatamente importanti riforme sociali, educative e militari. Il nuovo sovrano era ben istruito. Fu educato prima a Salalah da un vecchio studioso arabo e poi alla Reale Accademia Militare di Sandhurst. Dopo di che fu commissionato ai Cameronians, un reggimento dell'Esercito Britannico. Completò la sua formazione partecipando ai consigli, alle riunioni dei comitati e visitando industrie e centri amministrativi nel Regno Unito prima di tornare in patria. Il suo "piano in cinque punti" prevedeva:
- un'amnistia generale per tutti i sudditi che si erano opposti a suo padre;
- la fine dello status arcaico del Dhofar di feudo privato del sultano e la sua incorporazione formale nell'Oman come "provincia meridionale";
- un'efficace opposizione militare ai ribelli che non accettavano l'offerta di amnistia;
- un vigoroso programma di sviluppo nazionale;
- iniziative diplomatiche con l'obiettivo di far riconoscere l'Oman come un autentico stato arabo con la propria forma giuridica di governo e di isolare la Repubblica Democratica Popolare dello Yemen dal ricevere sostegno da altri stati arabi.

A poche ore dal colpo di Stato, i soldati dello Special Air Service (SAS) giunsero in Oman per rafforzare ulteriormente la campagna di contro insurrezione. Identificarono quattro strategie principali che avrebbero aiutato la lotta contro il FPLGAO:
- amministrazione civile e una campagna "cuori e menti";
- raccolta e confronto dell'intelligence;
- assistenza veterinaria;
- assistenza sanitaria.[24]

I comandanti militari sul campo (piuttosto che il Ministero della Difesa del Regno Unito) suggerirono l'implementazione di una campagna "cuori e menti" che sarebbe stata messa in atto principalmente da una truppa (25 uomini) dello Special Air Service. Il governo britannico (allora guidato dal leader conservatore Edward Heath) sostenne questo approccio non convenzionale alla campagna di contro-insurrezione. Approvò lo schieramento di 20 membri dei Royal Engineers che avrebbero aiutato nella costruzione di scuole e centri sanitari e scavato pozzi per la popolazione del Dhofar. Squadre di chirurghi del Royal Medical Corps Field e alcune squadre mediche della Royal Air Force operarono anche fuori dall'ospedale di Salalah, al fine di aprire un fronte umanitario nel conflitto. Il governo britannico inoltre fornì sostegno monetario alla creazione del programma di sviluppo del Dhofar, il cui obiettivo era strappare sostegno al FPLGAO attraverso la modernizzazione della regione. L'operazione era quasi una copia carbone di un sistema che aveva avuto successo nell'emergenza malese una ventina di anni prima.
Per aiutare lo sviluppo civile e coordinarlo con le operazioni militari, fu riorganizzata la struttura di comando a Dhofar, con il nuovo wāli o governatore civile, Braik bin Hamoud, che ricevette lo stesso status del comandante militare della Brigata del Dhofar (il brigadiere Jack Fletcher fino al 1972 e il brigadiere John Akehurst da quella data).

La didascalia sul poster britannico recita: "La mano di Dio distrugge il comunismo".

Fu fatto un grande sforzo per contrastare la propaganda dei ribelli e indurre la popolazione a sostenere il governo. In particolare, vennero fatti appelli all'Islam, ai valori tradizionali e ai costumi tribali, contro gli insegnamenti secolari e materialistici dei ribelli. Un importante sbocco per la propaganda governativa erano le molte radio a transistor giapponesi che venivano vendute a buon mercato o distribuite gratuitamente ai jibali che visitavano Salalah e altre città controllate dal governo per vendere legna o verdura. Sebbene anche il FPLGAO potesse trasmettere propaganda via radio, quella del governo era concreta e modesta, mentre quella dei ribelli, trasmessa da Radio Aden, fu presto percepita come esagerata e stereotipata.

### Contrattacchi governativi
Un passo che ebbe un grande impatto sulla rivolta fu l'annuncio di un'amnistia per i combattenti che si arrendevano e l'aiuto nella difesa delle loro comunità dai ribelli. Ai rivoltosi che cambiavano schieramento fu offerto un incentivo in denaro, con un bonus se portavano la loro arma. In seguito alla scissione tra le ali del FPLGAO e del FLD, diversi importanti leader ribelli cambiarono posizione, tra cui lo stesso bin Nufl e il suo vice, Salim Mubarak, che aveva comandato la regione orientale.
I ribelli che disertarono formarono unità irregolari firqat, addestrate da squadre di addestramento dell'Esercito britannico o dallo Special Air Service. Salim Mubarak ebbe un ruolo importante nello stabilire il primo firqat (e l'unico a essere formato da membri di più di una tribù) ma morì, apparentemente per insufficienza cardiaca, poco dopo le sue prime azioni di successo. Alla fine furono formate diciotto unità firqat, che contavano tra le 50 e le 150 unità ciascuna. Di solito si davano nomi con connessioni all'Islam, come Firqat Salahadin o Firqat Khalid bin Walid. Alcune delle unità del FPLGAO si erano dati nomi ideologici come "Ho Chi Minh" o "Che Guevara". Questi gruppi irregolari firqat ebbero un ruolo importante nel negare il supporto locale ai ribelli. Essendo essi stessi jibalis (e in molti casi con legami familiari tra le comunità sul Jebel), erano più bravi nelle attività di raccolta di informazioni e nel condurre attività "cuori e menti" sui locali rispetto al personale dell'Oman settentrionale o dei beluci delle Forze armate del sultano, sebbene esasperarono i comandanti rifiutando di prendere parte alle operazioni al di fuori delle loro aree tribali o durante il Ramadan.
Il primo passo serio nel ristabilire l'autorità del sultano sul Jebel ebbe luogo nell'ottobre del 1971, quando venne avviata l'Operazione Jaguar che coinvolse cinque unità firqat e due squadroni del SAS. Dopo un duro combattimento, il SAS e i firqat si assicurarono un'enclave sull'est del Jebel Samhan da cui potevano espandersi. Il SAS introdusse due nuove armi per supportare i fucilieri mobili leggermente equipaggiati: il GPMG a fuoco rapido, che aveva un peso di fuoco minore rispetto alla mitragliatrice leggera Bren precedentemente disponibile per le FAS, e la mitragliatrice pesante Browning M2, che venne schierata per abbinare le mitragliatrici DŠK utilizzate dagli adoo.
Nel frattempo, le unità regolari delle Forze armate del sultano furono ampliate e ri-equipaggiate. Ufficiali e sottufficiali istruttori dell'Esercito britannico e dei Royal Marines e anche dell'Esercito pakistano furono assegnate a tutte le unità (c'erano nominalmente ventidue dipendenti britannici in ciascun battaglione di fanteria) mentre i soldati omaniti erano istruiti e addestrati per diventare funzionari e sottufficiali senior. Anche elementi specialistici britannici, tra cui un mortaio che localizza le truppe via radar e ufficiali di artiglieria, prestarono servizio in Oman per diversi anni.
Le FAS rivitalizzate crearono delle linee fortificate che correvano verso nord dalla costa e fino alla cima del Jebel, per interdire il movimento dei ribelli e le carovane di cammelli che trasportavano i loro rifornimenti dalla Repubblica Democratica Popolare dello Yemen. La "Leopard Line" era stata fondata nel 1971 ma questa linea dovette essere abbandonata durante la stagione dei monsoni successiva in quanto non poteva essere fornita. La più efficace "Hornbeam Line" fu istituita nel 1972 e correva a nord di Mughsayl, sulla costa. Le linee consistevano in un punto fortificato e avamposti su picchi dominanti collegati da filo spinato. I fortini possedevano mortai e alcuni avevano anche elementi di artiglieria per fornire copertura alle pattuglie e molestare le posizioni ribelli e le strade da loro utilizzate. I soldati delle FAS lasciavano spesso i loro avamposti per lanciare agguati sulle più probabili vie di infiltrazione nemica e montare attacchi contro posizioni ribelli dotate di mortaio e di lanciarazzi. Mine antiuomo terrestri furono seminate sulle rotte di infiltrazione. I ribelli utilizzarono le mine antiuomo contro le sospette basi di pattugliamento delle FAS, e posero mine terrestri anticarro sui binari usati dai veicoli delle FAS.
Anche l'Aeronautica Militare Reale dell'Oman fu ampliata. Vennero acquistati velivoli BAC 167 Strikemaster,che fornivano supporto aereo alle unità a terra, otto aerei da trasporto Short SC.7 Skyvan e otto elicotteri da trasporto Agusta Bell 205. Inoltre elicotteri Westland Wessex della Royal Air Force operavano da Salalah.
Il 17 aprile 1972, un battaglione delle FAS atterrò da un elicottero per catturare una posizione con nome in codice Simba a Sarfait, vicino al confine con la Repubblica Democratica Popolare dello Yemen. La posizione catturata ostacolò le linee di rifornimento dei ribelli lungo la pianura costiera ma non le bloccò. Sebbene su richiesta dei velivoli da trasporto e degli elicotteri di mantenere le posizioni a Sarfait i militari omaniti fossero costretti ad abbandonare alcune posizioni nella parte orientale di Jebel, Sarfait resistette comunque per quattro anni.

### Sconfitta della ribellione

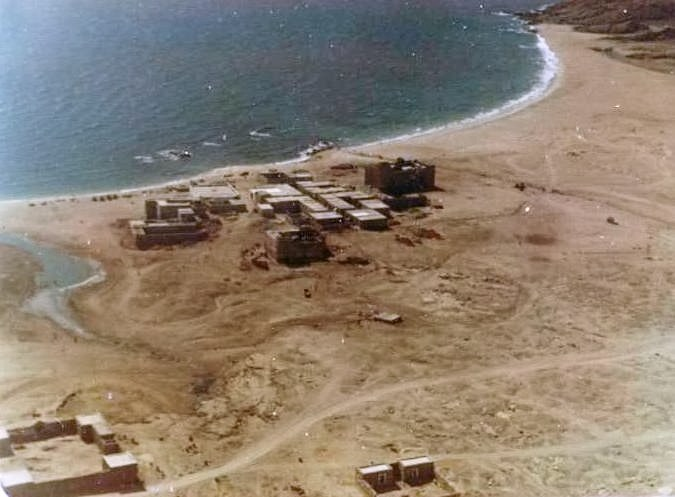
Base britannica a Mirbat, luogo dell'omonima battaglia.

Immediatamente dopo che la Cina stabilì relazioni con l'Iran, il suo sostegno ai ribelli del Dhofar si interruppe in quanto il governo aveva cambiato idea sulle insurrezioni, poiché le considerava controproducenti per contrastare i sovietici.
A seguito delle varie misure adottate dal governo dell'Oman, dai firqat e dai regolari delle FAS, i ribelli furono privati sia del sostegno locale che delle forniture dalla Repubblica Democratica Popolare dello Yemen. Per recuperare la situazione, sferrarono un grave attacco alla città costiera di Mirbat durante la stagione dei monsoni del 1972. Il 19 luglio 1972, nella battaglia di Mirbat, 250 combattenti ribelli attaccarono 100 firqat, askar paramilitari (membri della polizia armata) e un distaccamento dello Special Air Service. Nonostante la bassa copertura nuvolosa del khareef, fu disponibile il supporto aereo degli Strikemaster e gli elicotteri sbarcarono rinforzi dello SAS. I ribelli furono respinti con pesanti perdite.
Da quel momento in poi, la sconfitta dei ribelli era inevitabile. Nel gennaio del 1974, dopo diverse divisioni e defezioni, il movimento ribelle si ribattezzò Fronte Popolare per la Liberazione dell'Oman. Questa contrazione pubblica dei loro obiettivi coincise con una riduzione del sostegno ricevuto dall'Unione Sovietica e dalla Cina. Nel frattempo, i ribelli furono sistematicamente eliminati dal Jebel Qara e dal Jebel Samhan dai firqat e furono cacciati nella parte occidentale del Jebel Qamar.
A seguito delle iniziative diplomatiche del sultano Qabus, nel 1973 lo scià inviò una brigata dell'esercito iraniano di 1200 uomini con propri elicotteri per assistere le Forze armate del sultano. La brigata iraniana si assicurò per la prima volta il controllo della strada Salalah-Thumrait, mentre i loro elicotteri giocarono un ruolo vitale nel mantenere i rifornimenti per la posizione isolata di Simba. Nel 1974, il contributo iraniano fu esteso fino a comporre la Task force imperiale iraniana, che contava 4000 uomini. Tentarono di stabilire un'altra linea di interdizione, con nome in codice "Damavand Line", che partiva da Manston, a pochi chilometri a est di Sarfait, verso la costa vicino al confine con la Repubblica Democratica Popolare dello Yemen. La forte opposizione dei ribelli, che includeva colpi di artiglieria dall'interno della Repubblica Democratica Popolare dello Yemen, contrastarono questo obiettivo per diversi mesi. Alla fine, la città di Rahkyut, che il FPLO aveva a lungo mantenuto come capitale del loro territorio, cadde di fronte alla task force iraniana.
Tuttavia, gli adoo mantennero il rispetto degli avversari per la loro capacità di recupero e abilità. Nel gennaio del 1975, le FAS tentarono di catturare la principale base logistica ribelle nelle grotte di Shershitti. Una compagnia del battaglione delle Forze armate del sultano prese una strada sbagliata e fece un agguato a un "campo di sterminio" sopra le grotte e subì gravi perdite.

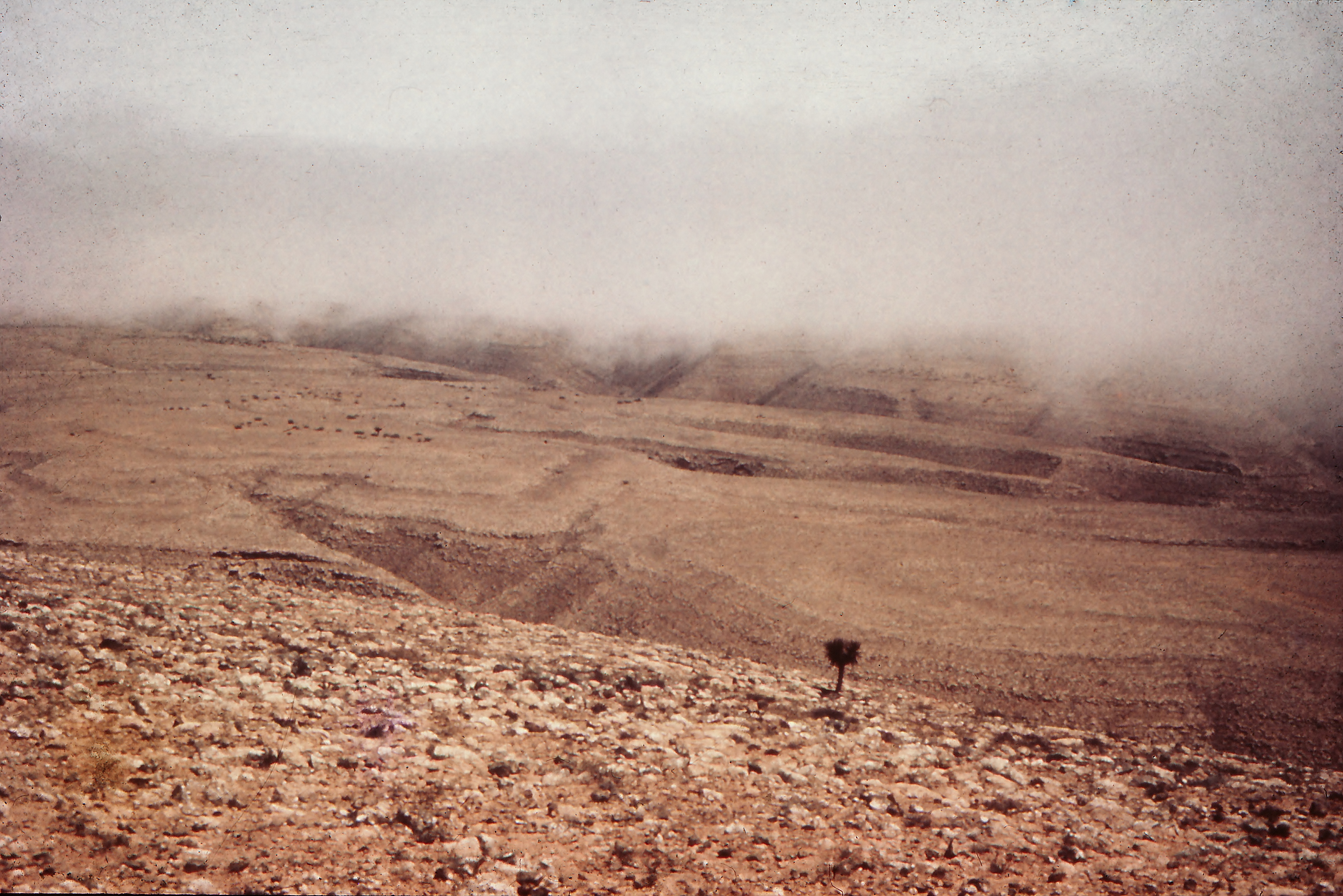
La vista da Akoot, nel Jebel Qara, all'inizio della stagione del khareef (monsone).

Durante i mesi successivi, i regolari delle FAS sequestrarono una pista di atterraggio a Deefa, ma non furono in grado di utilizzarla immediatamente a causa del khareef. Alcune truppe regolari della Repubblica Democratica Popolare dello Yemen rinforzarono gli attacchi del FPLD, che schierarono per la prima volta missili antiaerei SAM-7. Tuttavia, il loro uso prematuro di quest'arma li privò del vantaggio della sorpresa. Inoltre, l'aeronautica omanita aveva acquistato 31 aerei Hawker Hunter dalla Regia Forza Aerea Giordana. I SAM-7 erano molto meno efficaci contro questi velivoli rispetto che contro gli Strikemasters.
Nell'ottobre del 1975, le FAS lanciarono l'offensiva finale. I militari che attaccarono la postazione Simba, destinati a compiere un'azione di diversivo, riuscirono comunque a scendere da scogliere e pendii a 910 m di altezza per raggiungere la costa di Dalqhut e quindi alla fine interrompere le vie di comunicazione tra gli adoo e le basi nella Repubblica Democratica Popolare dello Yemen. Mentre la Task Force iraniana minacciava le grotte di Shershitti da sud, un altro battaglione del FAS avanzò da Deefa, minacciando di circondare il rimanente territorio nel Jebel Qamar. Gli Hawker Hunter dell'aeronautica omanita attaccarono le posizioni di artiglieria nella Repubblica Democratica Popolare dello Yemen. Nei mesi successivi, i rimanenti combattenti ribelli si arresero o cercarono rifugio nella Repubblica Democratica Popolare dello Yemen. La ribellione fu infine dichiarata sconfitta nel Jebel nel gennaio del 1976, anche se episodi isolati si verificarono fino al 1979.

## Coinvolgimento dei beluci
La città portuale di Gwadar, nel Belucistan, in Pakistan, fu territorio dell'Oman fino al 1958. Le truppe beluci formavano una parte sostanziale dell'esercito omanita anche dopo questa data. Durante la ribellione, l'Oman cercò di assumere più truppe di questa etnia. La Baluch Students Organization (BSO), un'organizzazione studentesca di sinistra, espresse solidarietà ai ribelli dhofari. Nel 1979 l'attivista della BSO Hameed Baloch tentò di sparare a un ufficiale militare omanita che era in visita in Belucistan per reclutare altre truppe. L'ufficiale rimase illeso e Baloch fu condannato a morte da un tribunale militare pakistano e giustiziato.